# Nils Lillieroot
Nils Lillieroot (* 25. April 1635 als Nils Eosander in Åsbo bei Boxholm, Östergötland, Schweden; † 19. April 1705 in Stockholm) war ein schwedischer Diplomat. Ein Höhepunkt seiner Berufslaufbahn in der schwedischen Außenpolitik war 1697 seine erfolgreiche Vermittlertätigkeit in Verhandlungen, die zum Frieden von Rijswijk führten.

## Leben
Lillieroot, Spross der östergötländischen Pfarrerdynastie Eosander, wurde als Sohn des Feldpredigers Johan Nicolai Eosander (1600–1661) und dessen Ehefrau, der Pfarrerstochter Elisabeth Trana, geboren. Sein Bruder Samuel Eosander (1637–1712) wurde ebenfalls ein Diplomat der schwedischen Krone und im Jahr 1698 als Samuel Göthe in den schwedischen Adel aufgenommen. Ein anderer Spross der Familie Eosander war der deutsche Barockbaumeister Johann Friedrich Eosander (1669–1728).
Nach einer Bildungslaufbahn in Schweden studierte Lillieroot 1662 an der Universität Leiden. Am 22. November 1667 erhielt er die staatliche Mission, nach Nordafrika in die Barbareskenstaaten zu reisen, um über Abmachungen mit dortigen Machthabern Erleichterungen für den schwedischen Handel mit der Levante zu erzielen. Allerdings wurde diese Mission von der schwedischen Regierung im Frühjahr 1668 wieder abgeblasen.
1669 wurde er Sekretär der schwedischen Gesandtschaft in Frankreich. Er wurde 1673 zum Sekretär der Handelshochschule ernannt, trat dieses Amt aber nicht an. Für seine diplomatischen Verdienste erhielt er am 7. September 1674 den Adelsbrief. Im Zuge der Nobilitierung nahm er den Nachnamen Lillieroot an. Von seinem Gesandtschaftsposten in Frankreich rief man ihn 1675 nach Stockholm zurück, wo er für eine Weile als Sonderbeauftragter des Landmarschalls Johan Göransson Gyllenstierna (1635–1680) bei König Karl XI. fungierte. Im Frühjahr 1676 wurde er nach Paris zurückgeschickt, um den unerfahrenen Missionschef Carl Bonde (1648–1699) zu unterstützen. Nachdem Lillieroot wieder nach Schweden zurückgekehrt war, nahm er im November 1677 an den Beratungen im Hauptquartier auf Schloss Trolle-Ljungby in Kristianstad teil, wo mit einer Delegation aus Stockholm die kritische außenpolitische Lage Schwedens im Nordischen Krieg erörtert wurde. Auf Gyllenstiernas Vorschlag wurde dabei entschieden, dass er Bonde als Missionsleiter in Paris ersetzen und dorthin zurückkehren solle, um Frankreich bzw. Ludwig XIV. zu einer wirksameren Hilfe zu bewegen. Lillieroots Expertise, die im diplomatischen Dienst in Frankreich schnell gewachsen war, wurde 1678/1679 von den schwedischen Delegierten auf dem Friedenskongress in Nijmegen genutzt, um Ludwig XIV. in eine für Schweden wünschenswerte Richtung zu beeinflussen. Die Erfolge seiner diplomatischen Aktivitäten als Chef der schwedischen Gesandtschaft in Frankreich gipfelten 1679 in dem für Schweden günstigen Ausgang der Friedensverhandlungen von Saint-Germain.
Durch eine Wende der schwedischen Außenpolitik, die in den 1680er Jahren zu einer Annäherung Schwedens an Frankreichs Gegner führte, wurde Lillieroots Position geschwächt. 1681 trat König Karl XI. als Erbe seines Vetters Friedrich Ludwig die Herrschaft im Herzogtum Pfalz-Zweibrücken an, eines Landes, auf das Ludwig XIV. im Rahmen seiner Reunionspolitik seit 1680 Ansprüche erhob. Um zu verbergen, dass Schweden in dieser Zeit rege Kontakte mit Gegnern Ludwigs XIV. pflegte, führte Lillieroot Scheinverhandlungen mit Frankreich. Einen Tiefpunkt erlebten die französisch-schwedischen Beziehungen, als der neu ernannte französische Gesandte im Herbst 1682 aufgrund eines Streites um die Audienzzeremonie Stockholm verließ und Frankreich zehn Jahre lang keine offiziellen Vertreter in Schweden hatte. 1686 wurde Lillieroot aus Protest nach Stockholm zurückberufen, weil ein Relief eines Siegesdenkmals auf der Place Vendôme, das die Rolle Ludwigs XIV. beim Frieden von St. Germain verherrlichen sollte, Karl XI. in einer demütigen Haltung vor dem französischen König zeigte.
Noch zu dieser Zeit war Lillieroot ein Gegner des außenpolitischen Systems des schwedischen Kanzleipräsidenten Bengt Oxenstierna und hätte es vorgezogen, dass Schweden seine außenpolitische Sicherheit durch ein fortgesetztes Bündnis mit Frankreich suchte. 1684 hatte er vergeblich eine Neuordnung des schwedischen Bündnissystems und einen Anschluss an Frankreich vorgeschlagen.

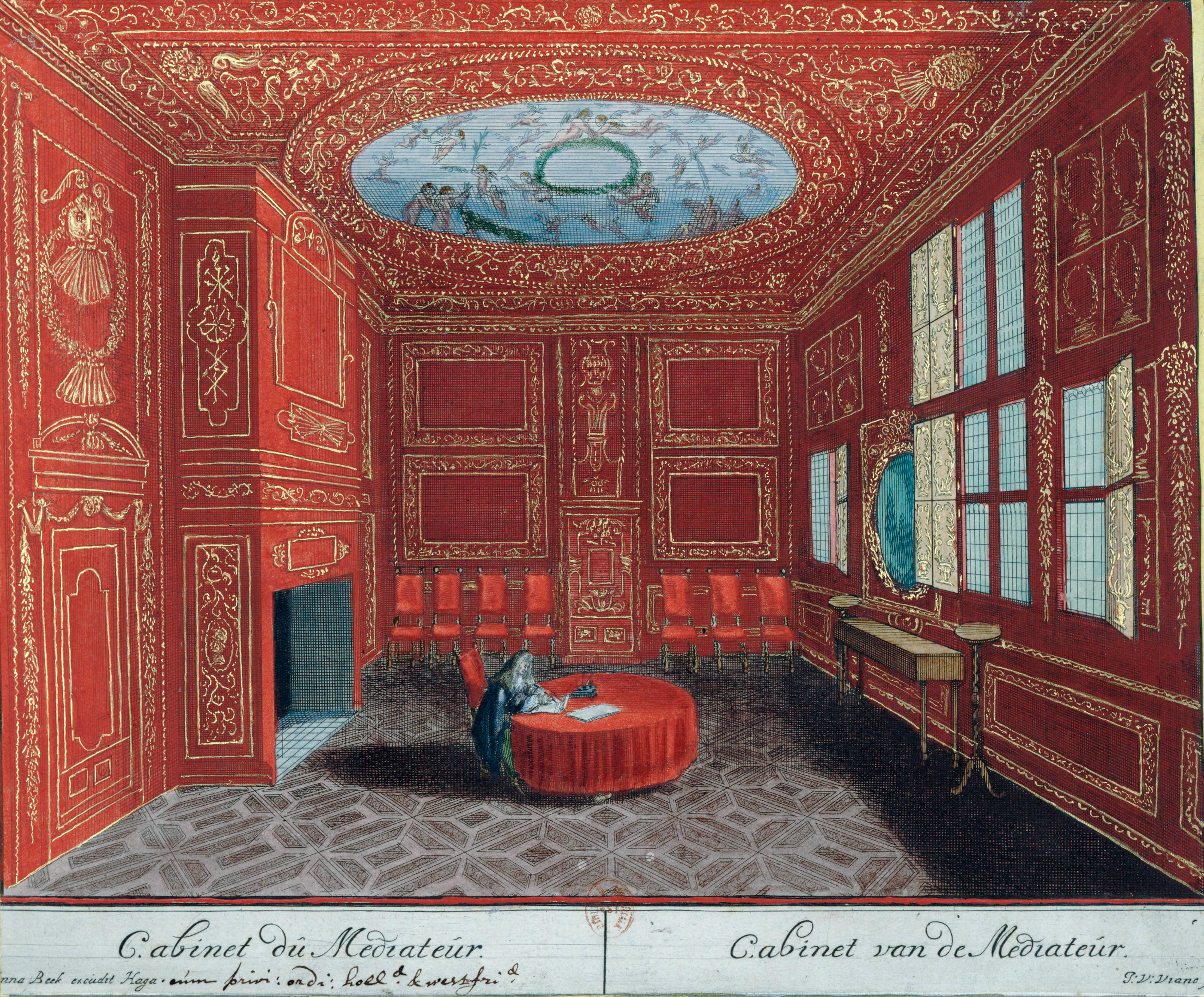
Nils Lillieroot bei den Friedensverhandlungen von Rijswijk im „Cabinet du Médiateur“ auf Huis ter Nieuburch, 1697

1691 berief man Lillieroot zum schwedischen Gesandten in der Republik der Sieben Vereinigten Provinzen. Als Vertreter in Den Haag, einem Zentrum der europäischen Diplomatie und der politischen Propaganda, nahm er eine Schlüsselstellung der schwedischen Außenpolitik ein, welche sich damals vorrangig mit dem Pfälzischen Erbfolgekrieg befassen musste. Möglicherweise als Folge dieser neuen Aufgabe wandelte er sich zu einem Unterstützer der antifranzösischen Außenpolitik Oxenstiernas. Im Januar 1697 wurde er in den Freiherrnstand erhoben. Vom 9. Mai bis zum 20. September 1697 leitete er auf Huis ter Nieuburch bei Rijswijk als schwedischer Vermittler die Verhandlungen, die mit dem Frieden von Rijswijk endeten. Dabei hatte er als Chef des diplomatischen Protokolls insbesondere die Aufgabe zu meistern, die verschiedenen Gesandten nicht zu verdrießen, indem er das Zeremoniell so gestaltete, dass die Vertreter sich nach dem Rang ihrer Herrscher berücksichtigt sahen. Als Moderator ratifizierte er das Vertragswerk mit.
In der Folgezeit waren Lillieroots Bemühungen darauf gerichtet, mit Unterstützung der Republik der Sieben Vereinigten Provinzen das mit Schweden um die Vormacht im Ostseeraum ringende Dänemark-Norwegen und seinen König Christian Albrecht an den 1689 unterschriebenen Altonaer Vertrag gebunden zu halten. Als im Jahr 1700 der Große Nordische Krieg ausgebrochen war, konnte er seinem jungen König Karl XII. mitteilen, dass die Republik der Sieben Vereinigten Provinzen bereit sei, eine Seestreitmacht zu entsenden, um Schweden militärisch zu unterstützen.
1703 verhandelte Lillieroot in Den Haag mit dem preußischen Gesandten einen Vertrag darüber, das 1701 erklärte Königtum Friedrichs I. über Preußen diplomatisch anzuerkennen, wenn sich Preußen im Gegenzug verpflichtet, bei einem schwedischen Angriff auf Sachsen-Polen diesem keinen Beistand zu leisten. Im Herbst 1703 wechselte er – zum Grafen ernannt sowie mit Titel und Funktion eines königlichen Rats ausgestattet – in die Reichskanzlei nach Stockholm, wo er bis zu seinem Tod im April 1705 außenpolitisch fortwirkte.
Er heiratete am 5. September 1692 Eva Sophia Olivecrantz (1670–1733), eine Enkelin des schwedischen Erzbischofs Laurentius Paulinus Gothus und Tochter des schwedischen Diplomaten Johan Paulin Olivecrantz (1633–1707). Die Ehe blieb kinderlos.